# Willard Pearson

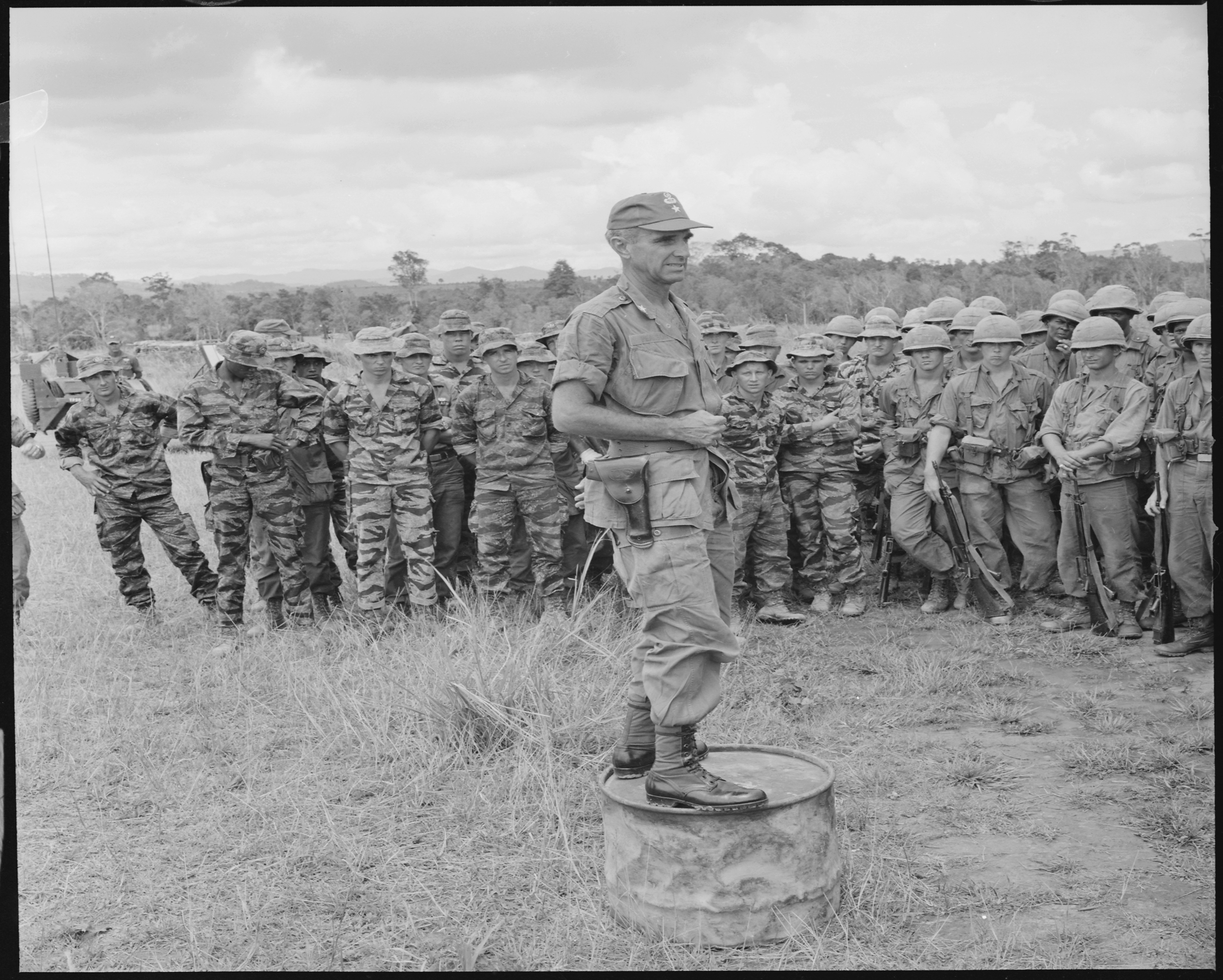
Willard Pearson während des Einsatzes im Vietnamkrieg (1966)

Willard Pearson (* 4. Juli 1915 in West Elizabeth, Allegheny County, Pennsylvania; † 6. März 1996) war ein Generalleutnant der United States Army.
Willard Pearson war der Sohn von John Alfred Pearson und dessen Frau Mary Catherine Mehrmann. Er besuchte die Schulen seiner Heimat und danach bis 1935 das Douglass Business College. In späteren Jahren, schon während seiner Militärzeit, studierte er noch an verschiedenen Universitäten. Dazu gehörten die Columbia University in New York City (1953), das United States Army War College (1957), die University of Pittsburgh (1962) sowie die George Washington University (1963).
Im Jahr 1936 wurde er Leutnant in der Reserve der United States Army. Über seinen weiteren Werdegang in den folgenden Jahrzehnten ist nichts überliefert. Dazu gehört auch die Zeit des Zweiten Weltkrieges und des Koreakrieges. In den Jahren 1966 und 1967 kommandierte er im Rang eines Brigadegenerals die 1. Brigade der 101. Luftlandedivision. Diese war seit 1965 am Vietnamkrieg beteiligt. Nach seiner Zeit in Vietnam fungierte Pearson als Stabsoffizier zunächst bis 1968 in Saigon, wo er in der J3-Abteilung für Operationen tätig war. In den Jahren 1968 und 1969 war er Stabsoffizier im United States Department of the Army in Washington, D.C. danach wurde er nach Fort Lewis im Bundesstaat Washington versetzt, wo er als Standortkommandeur tätig war. Zwischen dem 14. Februar 1971 und dem 31. Mai 1973 war der inzwischen zum Generalleutnant aufgestiegene Willard Pearson Kommandeur des in Deutschland stationierten V. Corps als Nachfolger von Claire E. Hutchin. Danach schied er aus dem aktiven Militärdienst aus.
Zwischen 1973 und 1985 leitete Pearson als Zivilist die private Militärakademie Valley Forge. Außerdem gehörte er in seinem Ruhestand verschiedenen Organisationen und Gesellschaften an. Pearson war sein 1947 mit Reba E. Barton verheiratet, mit der er drei Kinder hatte. Er starb am 6. März 1996 und wurde auf dem Nationalfriedhof Arlington beigesetzt.

## Orden und Auszeichnungen
Willard Pearson erhielt im Lauf seiner militärischen Laufbahn unter anderem folgende Auszeichnungen:
- Army Distinguished Service Medal
- Legion of Merit
- Verdienstorden der Bundesrepublik Deutschland (Commander's cross of the Order of Merit of the Federal Republic of Germany.)